# För försvaret av Moskva
Medaljen För försvaret av Moskva instiftades efter en ukas från Högsta Sovjets presidium av den 1 maj 1944. Skaparen av medaljens bild var konstnären N. I. Moskaljov.
Med medaljen "För försvaret av Moskva" belönades alla som hade deltagit i försvaret av Moskva (1941-1942):
- alla värnpliktiga och frivilliga inom den sovjetiska armén och NKVD-trupperna, som hade deltagit i försvaret av Moskva under minst en månad under perioden 19 oktober 1941 t.o.m. 25 januari 1942;
- personer ur civilbefolkningen, som på ett direkt sätt hade deltagit i Moskvas försvar under minst en månad under perioden 19 oktober 1941 t.o.m. 25 januari 1942;
- värnpliktiga från luftvärnstrupperna vid Moskvas försvarszon, samt personer ur civilbefolkningen som varit mest aktiva i försvaret av Moskva under perioden 22 juli 1941 t.o.m. 25 januari 1942;
- värnpliktiga och civilpersoner ur Moskvas befolkning och Moskvaregionen, som aktivt hade deltagit vid uppförandet av försvarsanordningar för Reservfronten, samt Mozjajsk-, Podolsk- och Moskvas rundförsvarslinjer;
- partisaner från Moskvaregionen samt aktiva deltagare från försvaret av hjältestaden Tula.

Medaljen "För försvaret av Moskva" bärs på den vänstra brösthalvan, och om man har blivit dekorerad med andra medaljer så skall den placeras direkt efter medaljen "För försvaret av Leningrad" men före "För försvaret av Odessa".
Fram till 1 januari 1995 hade omkring 1 028 600 personer dekorerats med medaljen "För försvaret av Moskva".

## Medaljens beskrivning
Medaljen "För försvaret av Moskva" tillverkas i mässing och har formen av en cirkel som har en diameter på 32 millimeter.
På medaljens framsida ser man Kreml-muren. Framför muren syns en T-34-stridsvagn med en grupp soldater ovanpå den. I medaljens vänstra del ser man bilden av Minin och Pozjarskijs monument, i medaljens högra del ser man ett torn.
Ovanför Kreml-muren ser man Regeringsbyggnadens kupol med en flagga, i flaggan ser man hammaren och skäran. Ovanför kupolen syns flygplanssilhuetter. I medaljens övre del syns inskriptionen "För försvaret av Moskva" ("Za oboronu Moskvy"). I medaljens nedre del ser man längs med kanten en lagerkrans och vid kransens nedre ändar en femuddig stjärna. Medaljens framsida omges av en utbuktande kant.
På medaljens baksida finns inskriptionen "Za nasju sovetskuju rodinu" ("För vårt sovjetiska fosterland"). Ovanför inskriptionen finns avbildad hammaren och skäran.
Alla inskriptioner och bilder på medaljen är utbuktande.
Medaljen sätts genom ett öra och en ring fast ihop med en femkantig metallbricka som är omgiven av ett 24 millimeter brett olivfärgat moiré-silkesband. På bandet finns tre stycken 5 millimeter breda längsgående olivfärgade remsor och två röda remsor som båda är 5 millimeter breda. Bandets kanter omges av smala röda remsor.